# Кримські землетруси

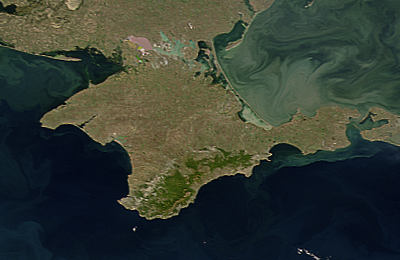
Півострів Крим

Кримські землетруси — землетруси на Кримському півострові. У Криму із IV ст. до н. е. до теперішнього часу сталося 77 сильних землетрусів.

## Найбільші Кримські землетруси
- Землетрус 1341, при цьому водами Чорного моря була затоплена частина суші.

- Наприкінці XV століття, коли землетрус обрушив гору і фортецю біля Ялтинського мису, і запустіння в Ялті тривало 70 років.

- Землетрус 30 вересня 1869 року (епіцентр у районі Судака силою 7-8 балів, який охопив увесь Крим, при цьому в Судаку та Таракташі було пошкоджено та зруйновано багато споруд)

- Землетрус 25 липня 1875 р. (силою 7-8 балів з епіцентром поблизу Севастополя викликав у ньому пошкодження будинків, тріщини в інкерманських маяках та в куполі церкви Георгіївського монастиря).

## Історія

### Античність та Середньовіччя
Можливо, найбільш ранньою письмовою згадкою про землетруси на території Криму є фрагмент книги «Проти язичників» історика V століття н. е. Павла Орозія, в якому він говорить про землетрус, що стався за часів правління Мітрідата VI Євпатора (63 до н. е.): «У той час, коли Мітрідат справляв на Боспорі свято Церери, раптово стався такий сильний землетрус, що за ним послідували жахливі руйнування міст і полів», з цією подією пов'язують пошкодження кам'яних будівель у Пантікапеї — столиці Боспорського царства і в його містах (Німфей, Кітей, Порфмій) датовані I століттям до н. е.. Разом з тим, нині локалізація цього землетрусу поставлена під сумнів, оскільки Орозій вказує не місце, а час землетрусу — а в той же час у джерелах зафіксовано землетрус у Сирії, що входила до складу царства Мітрідата.
Описано і катастрофу 480 року нашої ери. Вона відбулася приблизно у вересні-жовтні та тривала приблизно 40 днів. Подія відома з напису, що дійшов до нас, в Херсонесі, який зазнав великих руйнувань.
Відомі землетруси 1292, 1471 року.
Візантійський історик Георгій Кедрін у книзі «Історія» свідчить про землетрус 1341 року, який «досяг Криму», супроводжувався великим потопом, «море виступило зі своїх берегів на 10 верст і завдало неописаної шкоди».

### Записки дослідників природи Російської імперії
П. Паллас описує землетруси 1790 і 1793 років.
Про землетрус 1802 залишив докладні свідчення П. Сумароков, який спостерігав його в Севастополі. Сила землетрусу становила 6 балів.
Великою панікою населення як на Південному Березі, а й у Сімферополі супроводжувався нічний землетрус 1838 року.
30 вересня 1869 року датується сильний землетрус з епіцентром біля Форосу, який описав В. Кондарак. За його словами, коливання землі призвели навіть до руйнування вельми сейсмостійких генуезьких споруд. Від сильного гулу та струсу землі населення було обійняте панікою.
За одними джерелами землетрус 13 липня 1875 був несильним, за іншими — його сила становила до 7-8 балів.
Є дані про січневий землетрус 1902 року.
Документи таврійського губернатора свідчать про землетрус 18 травня 1908, інші джерела — про поштовхи силою 5-6 балів 24 жовтня 1908 року.
Спогади про землетрус 26 грудня 1919 року свідчать про велику руйнівну силу — був шторм надзвичайної сили, відзначаються руйнування в Ялтинському порту, пошкодження телеграфної мережі.

### Ялтинські землетруси 1927
Найвідоміші і найруйнівніші землетруси сталися 1927 року. Перший з них стався вдень 26 червня.
Сила землетрусу 26 червня становила на Південному березі 6 балів. Він не викликав скільки-небудь серйозних руйнувань і жертв, проте в результаті паніки, що виникла в деяких місцях, не обійшлося без постраждалих.
Вже під час землетрусу рибалки, що знаходилися 26 червня 1927 р. о 13:21 у морі, відзначили незвичайне хвилювання: при абсолютно тихій і ясній погоді на воді утворився дрібний бриз і море ніби кипіло. До землетрусу воно залишалося зовсім тихим і спокійним, а під час поштовхів почувся сильний гомін. Ті, хто в цей час купався і пірнав, були приголомшені підводним гуркотом. Глибина моря тут становила щонайменше кілька десятків метрів, і ці явища мали відбивати коливання дна моря чи бурхливі еманації з глибин.
Вогнищева область землетрусу розташовувалась під дном моря, на південь від селищ Форос і Мшатка і, мабуть, витягалася поперек берега. За дві години до початку землетрусу в затоці між Аю-Дагом і мисом Плака, приблизно за 40 м від берега, з'явилася довга смуга піни, яка за кілька хвилин зникла. При цьому море, як свідчили очевидці, лишалося спокійним. Безсумнівно, на дні і в товщі вод вже виникли хвилювання, а цей район розташований за 30 км на північний схід від найближчого краю зони, де відбудуться найбільші струси. Отже, процеси підготовки цього землетрусу охопили область не менш ніж у два рази більшу, ніж та, в якій знаходилося вогнище.
Як свідчать очевидці, після червневих поштовхів весь транспорт із Криму був переповнений переляканими туристами, які одразу зірвалися з місця та поверталися додому. Кілька людей отримали забиття та поранення, загиблих не було. Великі обвали були на околицях Севастополя, у будинках з'явилися тріщини, постраждали будівлі пошти та однієї з церков. За повідомленнями газет, загальна сума збитків перевищувала мільйон карбованців.
Землетрус у ніч з 11 на 12 вересня 1927 року був значно сильнішим і викликав справжню катастрофу — були загиблі (3 особи), поранені (65 осіб), величезні руйнування. Осередок землетрусу розташовувався під морським дном, на південь від Ялти, і був витягнутий уздовж узбережжя.
Перші ознаки землетрусу стали виявлятися вже близько 8 години вечора. Тварини помітно турбувалися та відмовлялися від корму. Коні тривожно іржали і зривалися з конов'язів, безперервно мукали корови, собаки та кішки тулилися до своїх господарів.
Рибалки, що вирушили на нічний лов, чули гул на морі між Алуштою і Судаком. Незвичайне за зовсім тихої погоди хвилювання у вигляді дрібної брилі, зовні схоже на «кипіння моря», змусило навіть найхоробріших повернутися на берег. Рівно опівночі по всьому узбережжю завили собаки. Через 15 хвилин сильний гуркіт обірвав це виття. Земля хиталася. У будинках лопалися шибки, відвалювалася штукатурка, тріщали підлоги та стелі, гуркотіли залізні листи на дахах, падали димові труби. Люди прокинулися. З відчинених вікон лунали крики. За першим поштовхом, що тривав не більше 10 секунд, пішов другий. Усі кинулися тікати з будинків, у яких падали стіни, розколювалися дахи, валилися балкони та карнизи. У горах гриміли обвали, море відійшло від берега. Безперервні поштовхи, будівлі, стогін поранених, масові істерики і безглузді чутки викликали незвичайну паніку. У Ялті «панічний настрій, — за словами очевидця Н. В. Кальїна, — побільшало занепокоєння тварин. Собаки, зібравшись з усього міста в зграї, особливо перед настанням сильних поштовхів, зі жалібним виттям вилітали з темряви…».
Протягом 11 годин сталося 27 сильних поштовхів. Усього за кілька днів було зареєстровано понад 200 поштовхів. На морі під Севастополем з'явилися величезні стовпи диму та вогонь. Земля билася в лихоманці. Раз у раз виникала паніка. Сильні руйнування спостерігалися і в Сімферополі, багато сіл у передгірній та степовій частині Криму було перетворено на купи руїн. Землетрус тривав кілька днів, навіть 15 вересня ще відчувалися його поштовхи. Тоді Крим залишили усі курортники. Більшість спогадів про ці дні містять слова, що пережите ними просто «не піддається опису».
Найбільш потужні поштовхи призвели до руйнувань будівель прибережної смуги суші від Алушти до Севастополя. В Алушті були пошкоджені готелі та Генуезька вежа, в Алупці — Воронцовський палац та мечеть. Утворилися завали на шосе під Ореандою, сильно постраждало село Оползневе, відбулися обвали на горі Кішка. У районі Ялти постраждало 70 % будівель, у самому місті було пошкоджено готелі «Росія», «Ялта», житлові будинки.